# 学校法人科学技術学園
学校法人科学技術学園（がっこうほうじん かがくぎじゅつがくえん）は、科学技術学園高等学校の経営母体である。以前は科学技術学園工業専門学校も経営していた。

## 概要
学校法人科学技術学園は、東京都千代田区にある科学技術館の運営母体である日本科学技術振興財団が設立した学校法人。日本科学技術振興財団は旧財閥系企業が日本の産業の発展を望んで設立した団体である。
企業から青年技術者養成の要望もあったため、日本科学技術振興財団がそれを叶えるために1964年に学校法人科学技術学園を設立し、科学技術学園工業高等学校を開校した。設立当初は通信制高等学校として科学技術庁より認可を受けた。その当時は金の卵と言われた少年達に、後にテレビ東京となる財団テレビ放送事業本部による授業放送も交え、働きながら勉強と電気関係の資格取得のための機会を与えた。後に専門学校（後に廃校になる）と日本初の昼間定時制高校を開校させた。

## 沿革
- 1963年12月 - 科学技術庁より学校法人科学技術学園が認可される
- 1964年4月 - 科学技術学園工業高等学校第一期生が入学
- 1976年4月 - 科学技術学園工業専門学校開校
- 1977年4月 - 科学技術学園工業高等学校の名を科学技術学園高等学校と変更
- 1978年4月 - 昼間定時制高校一期生入学
- 1988年12月 - 法改正により定時制・通信制高校の修業年限が4年から3年以上になったため、3年制となる
- 2003年3月 - 科学技術学園工業専門学校廃校